# Pilea rhexioides
Pilea rhexioides är en nässelväxtart som beskrevs av Frederik Michael Liebmann. Pilea rhexioides ingår i släktet pileor, och familjen nässelväxter. Inga underarter finns listade i Catalogue of Life.